# Vrille (botanique)
Pour les articles homonymes, voir vrille.
 (août 2024).
Si vous disposez d'ouvrages ou d'articles de référence ou si vous connaissez des sites web de qualité traitant du thème abordé ici, merci de compléter l'article en donnant les références utiles à sa vérifiabilité et en les liant à la section « Notes et références ».

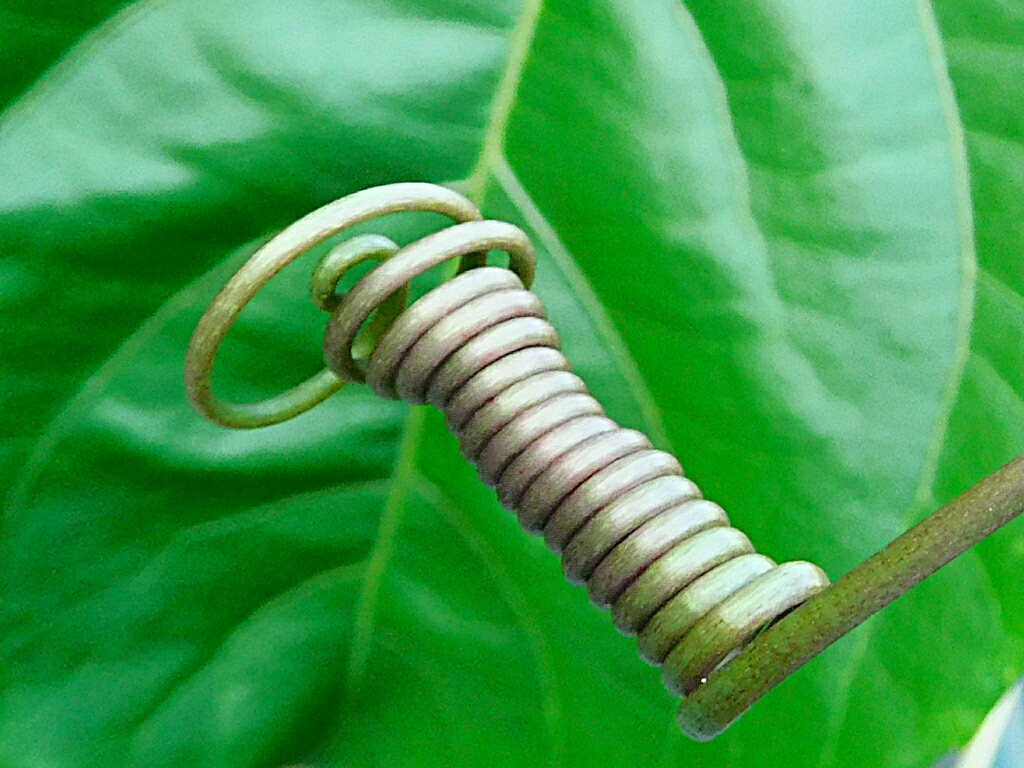
Vrille de Grenadille

Une vrille, en botanique, est une pièce foliaire correspondant à un organe spécialisé permettant à certaines plantes grimpantes de s'accrocher à des supports divers.

## Histoire

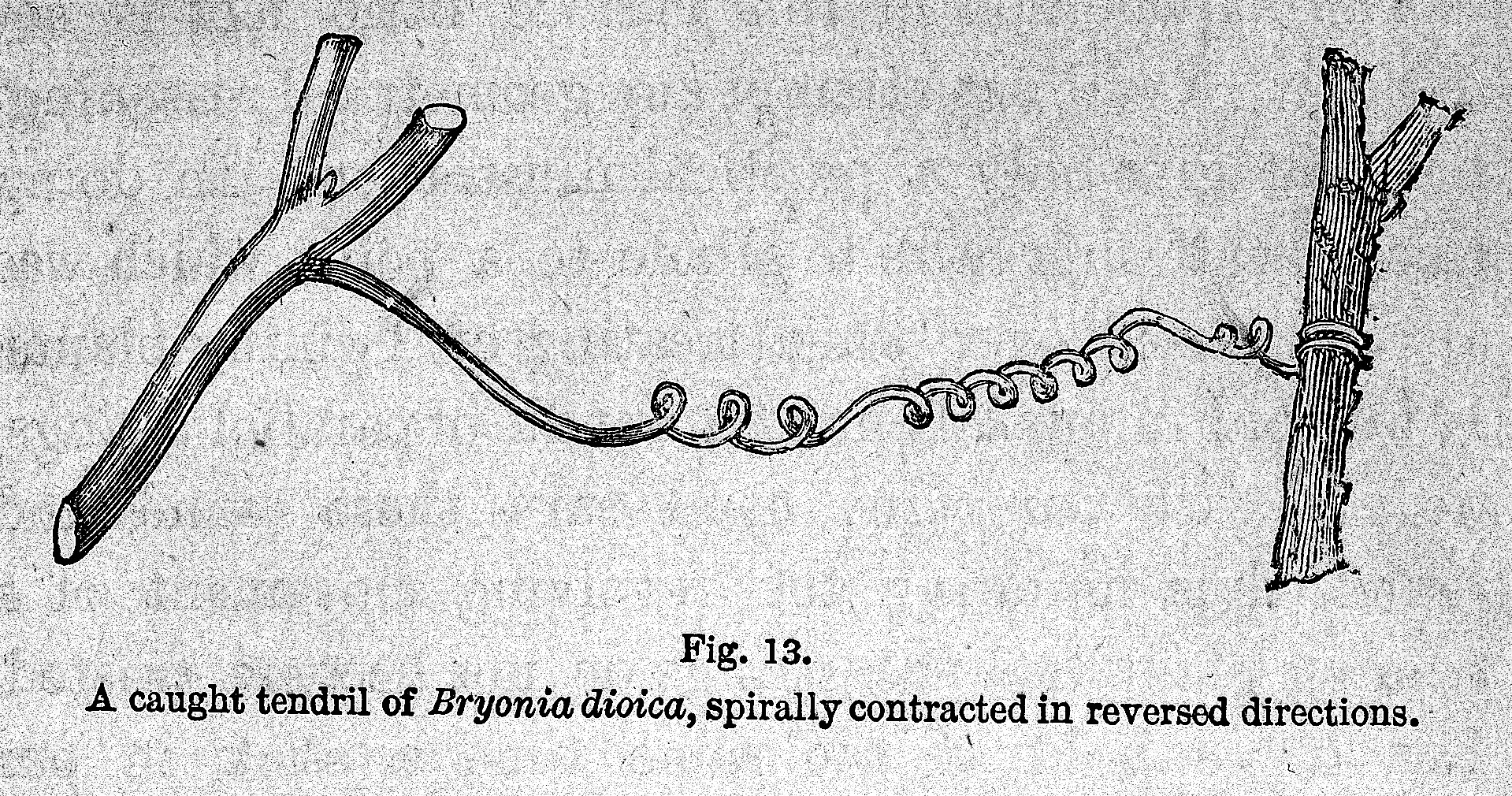
Étude de vrille, par Charles Darwin

L'étude la plus complète fut la monographie de Charles Darwin, On the Movements and Habits of Climbing Plants (1865), dans laquelle il invente le terme de circumnutation pour désigner le mouvement d'hélice effectué par la vrille.

## Biologie
Les vrilles, généralement de section circulaire, sont capables de s'enrouler en spirale serrée. Cet enroulement au contact du support est dû à un tropisme de contact (thigmotropisme) et n'intervient qu'en certaines zones précises de la vrille. L'enroulement peut se faire dans le sens horaire ou dans le sens contraire. Chez la bryone dioïque, les vrilles forment deux enroulements de sens contraire.
Les vrilles résultent de la transformation de divers organes et peuvent avoir la structure interne d'une racine, d'une tige ou d'une feuille. Dans ce dernier cas, elles peuvent soit remplacer le limbe, cas de la gesse aphylle espèce chez laquelle le rôle chlorophyllien du limbe est dévolu aux stipules très développées, soit être des folioles modifiées, cas de nombreuses Fabacées comme le petit pois ou la Vesce craque (Vicia cracca), soit des stipules, cas de la salsepareille.

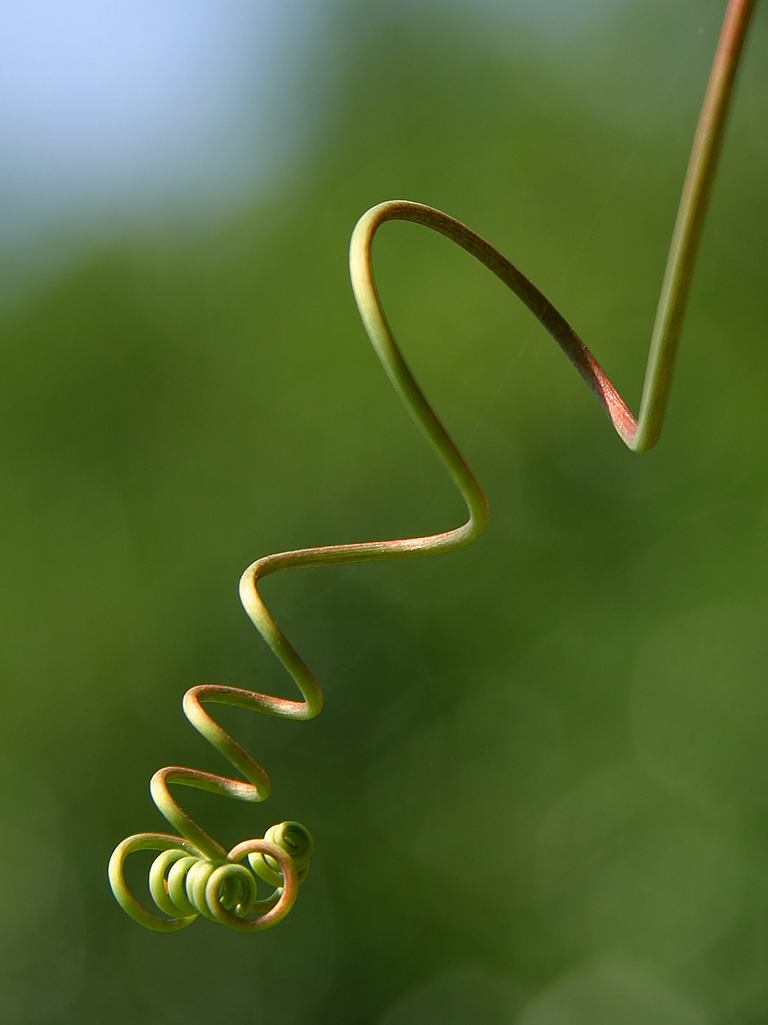
Vrille de vigne (Vitis sp.), en croissance.
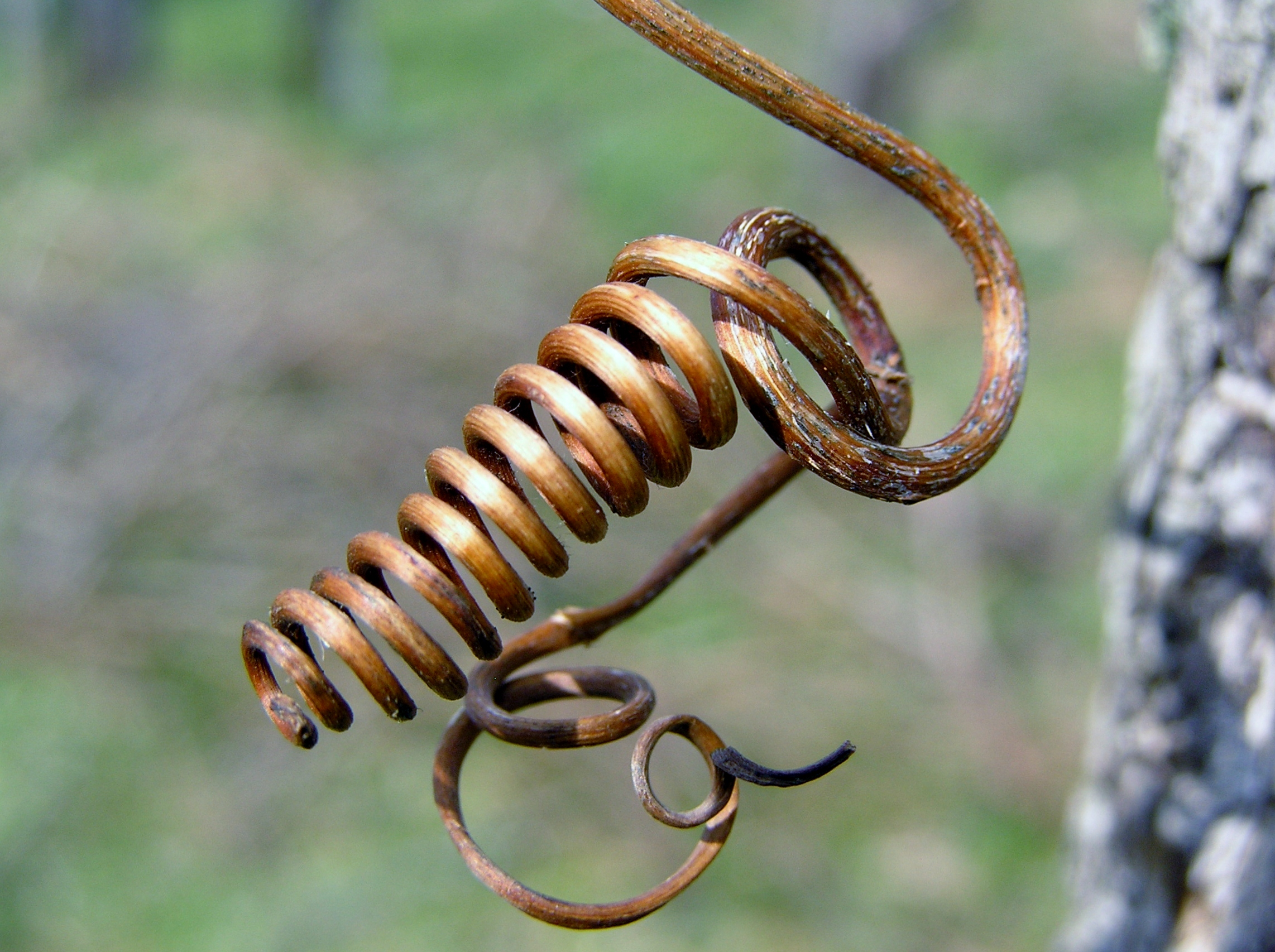
Vrille de vigne, lignifiée.
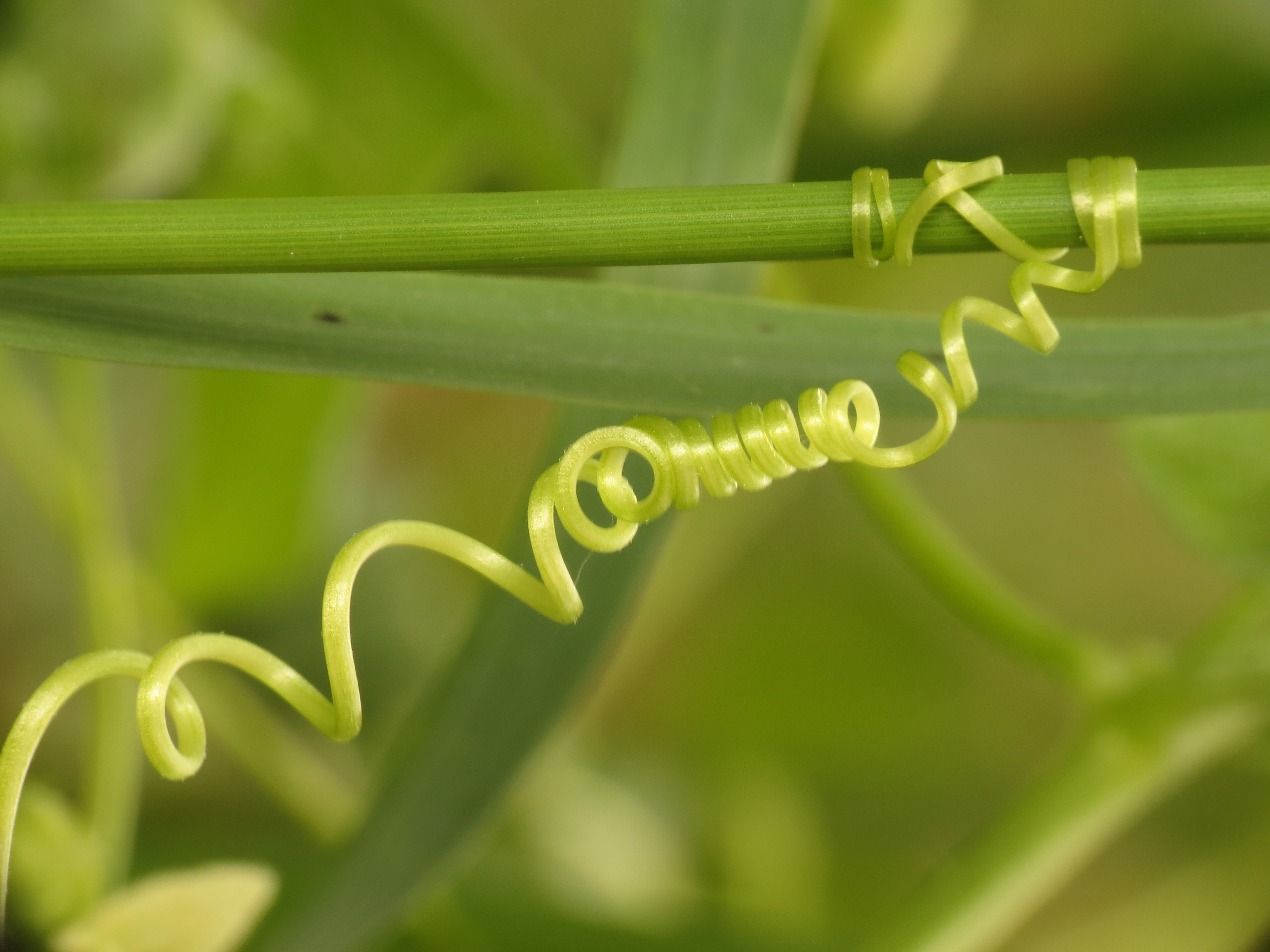
Vrille de Bryone dioïque
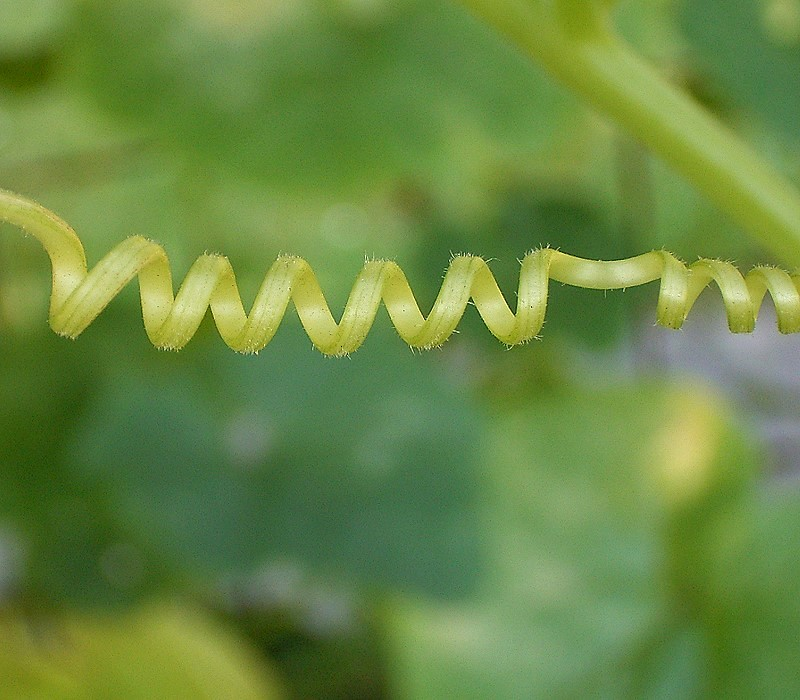
Vrille de courge
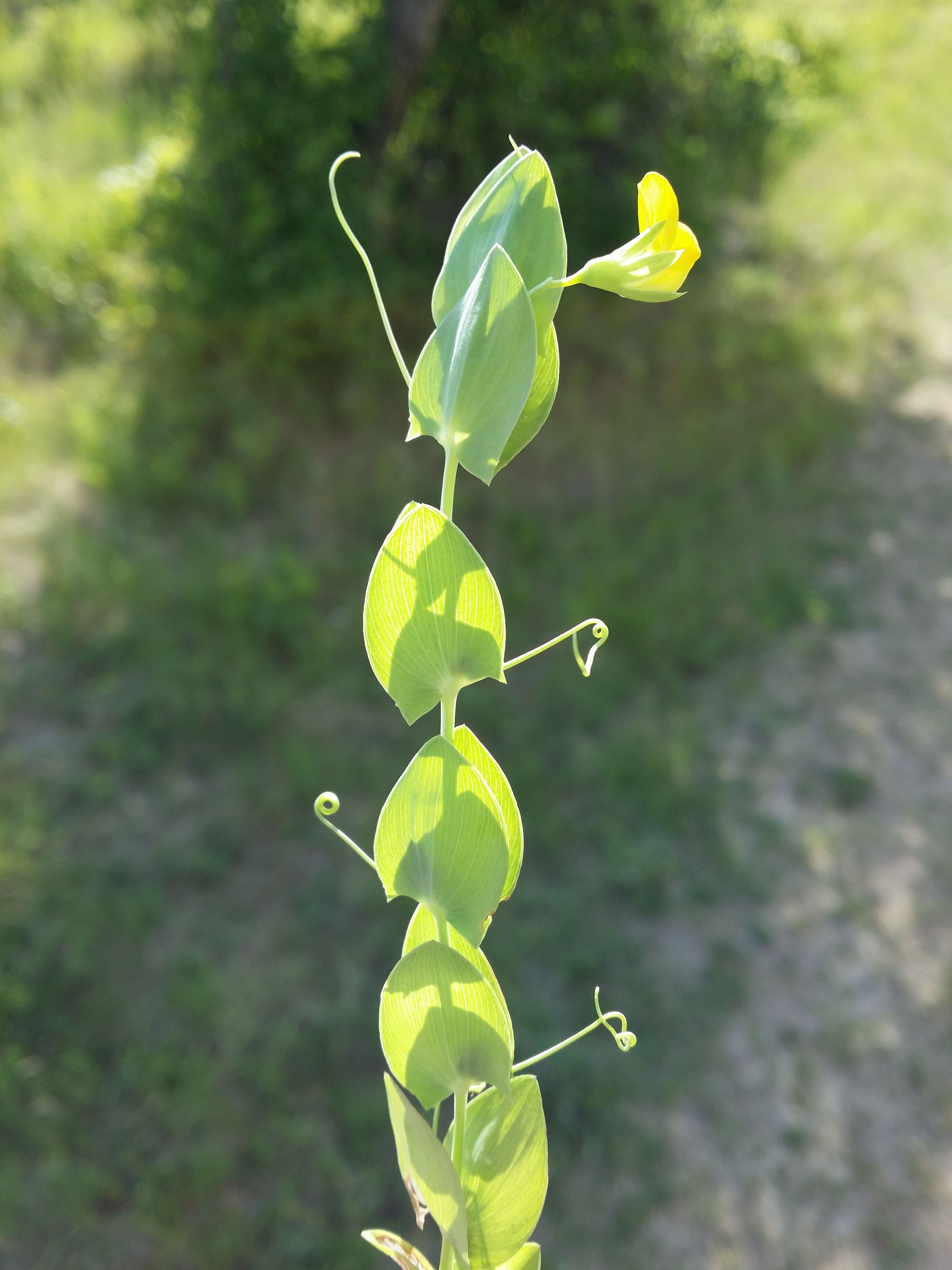
Vrilles de Gesse aphylle
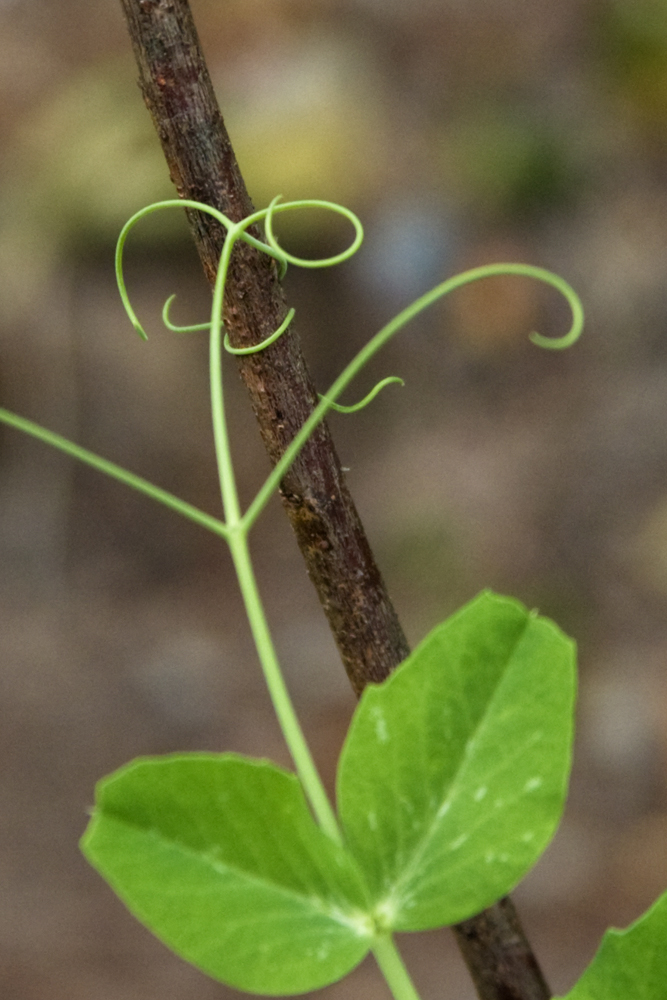
Vrilles de pois
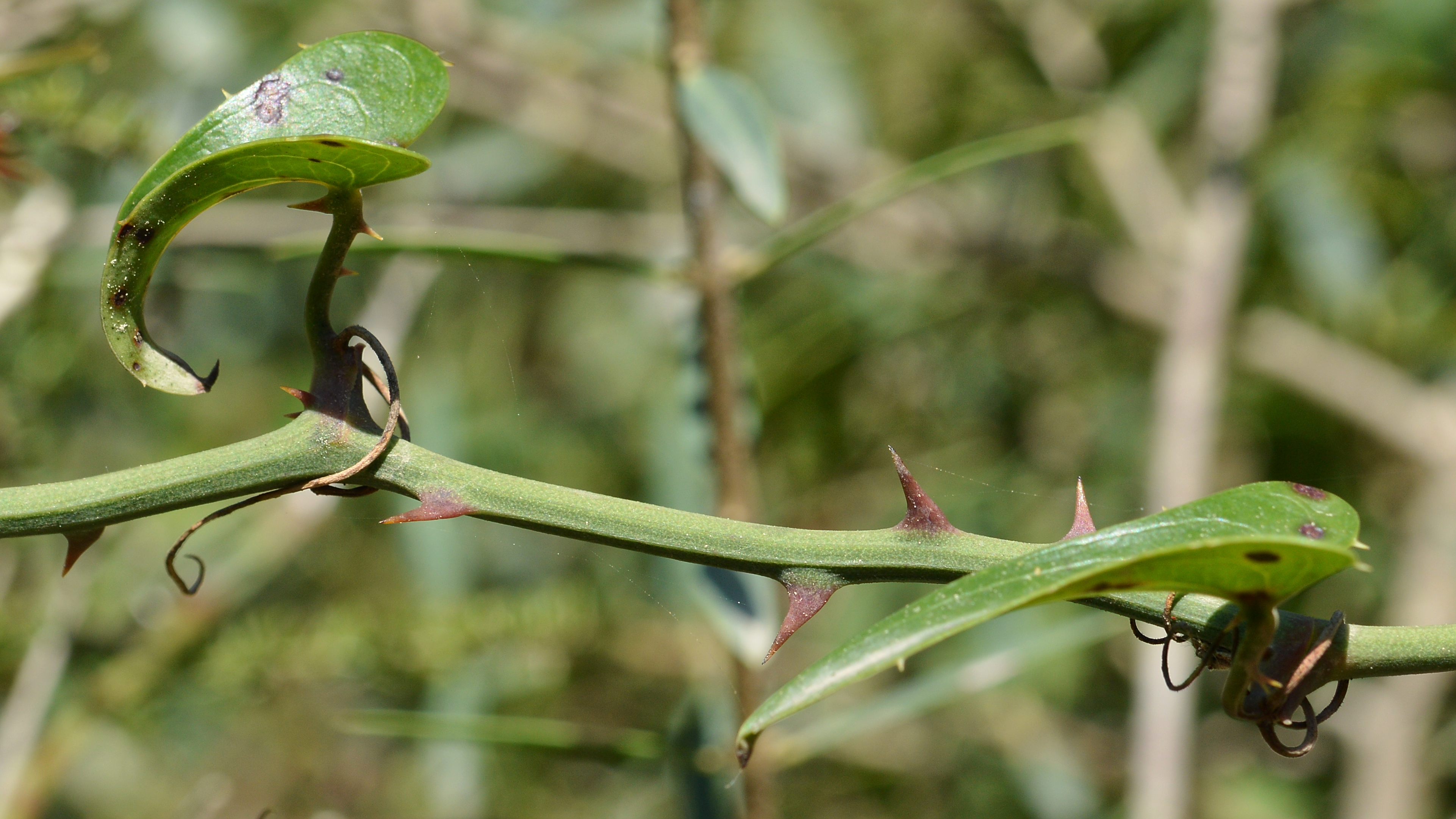
Vrilles de Salsepareille
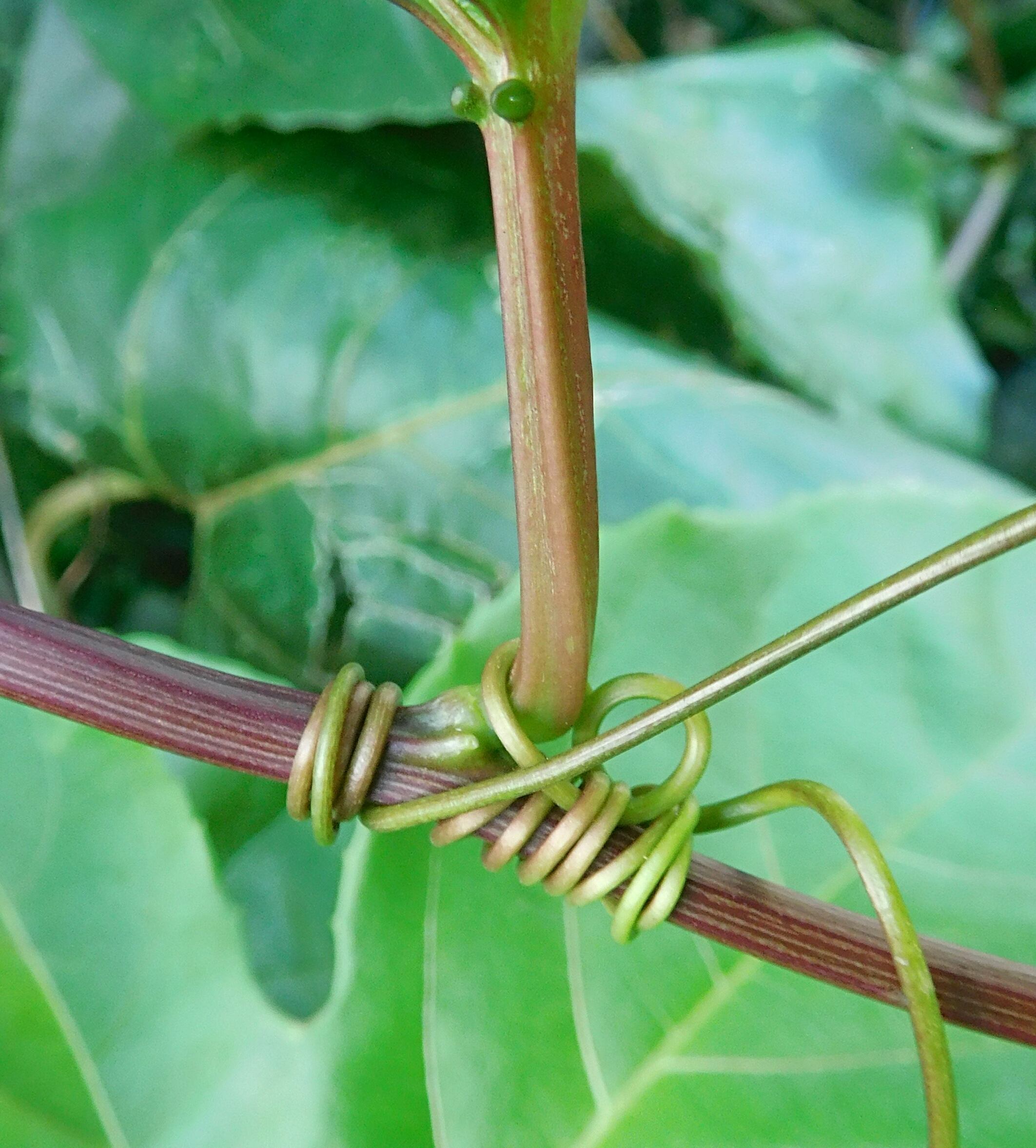
Vrille et pétiole de Passiflora edulis

## Dispositifs comparables
Certaines plantes grimpantes utilisent d'autres moyens d'accrochage à leurs supports :
- des crampons (racines adventives), cas du lierre ;
- des ventouses, cas de certaines espèces de vigne vierge (Parthenocissus sp.) ;
- des tiges volubiles, cas du haricot ou du liseron ;
- des pétioles faisant fonction de vrille, cas des clématites ;
- des cirrhes, vrilles de certaines plantes grimpantes.